# 宗鲍
宗鲍，是匈牙利托尔瑙州所辖的一个村，总面积57.29平方公里，总人口2131，人口密度37.2人/平方公里（2010年1月1日）。